# Einojuhani Rautavaara
Einojuhani (Eino Juhani) Rautavaara (Helsinki, 9 ottobre 1928 – Helsinki, 27 luglio 2016) è stato un compositore finlandese.

## Biografia
Nato ad Helsinki, seguì dal 1948 al 1952 i corsi di Aarre Merikanto all'Accademia Sibelius. Fu proprio Jean Sibelius a spingerlo a proseguire gli studi alla Juilliard School di New York, dove fu allievo di Vincent Persichetti, Aaron Copland e Roger Sessions.
Ha lavorato per molti anni nelle più prestigiose istituzioni musicali del suo paese, mantenendo la cattedra di composizione all'Accademia Sibelius dal 1976 al 1990.
Il 27 luglio 2016 è morto nella propria casa a Helsinki per complicazioni successive a un'operazione chirurgica.

## Stile
Rautavaara è stato un autore molto prolifico ed eclettico. La sua musica accoglie la lezione seriale e questo emerge in particolare nella produzione giovanile: la serialità è stata intesa da Rautavaara in una maniera molto libera, spesso distante dai severi canoni di Pierre Boulez. Questo è vero ad esempio per pagine come la sua Sinfonia n.3.
Le ultime composizioni sono caratterizzate da un intenso misticismo, sottolineato dal riferimento alla figura degli angeli. Tratti tipici di molte composizioni di Rautavaara sono l'incedere rapsodico e austero degli archi, i vorticosi assoli del flauto e dell'oboe che, in un climax ascendente, raggiungono picchi di "nordica" lucentezza e grandiosità.
Non di rado si è avvalso dell'uso del nastro magnetico, come per esempio in Cantus Arcticus (Concerto per Uccelli e orchestra), del 1972. Spiccano nel suo catalogo le 8 sinfonie, i 12 concerti solistici, i quartetti per archi e le opere liriche quali Vincent (1986-1987), sulla vita di Vincent van Gogh, Aleksis Kivi (1995-1996), Rasputin (2001-2003).

## Opere

### Sinfonie
- Sinfonia n. 1, Op. 5 (1956/1988/2003)
- Sinfonia n. 2 "Sinfonia intima" (1957/1984)
- Sinfonia n. 3, Op. 20 (1961)
- Sinfonia n. 4 "Arabescata"(1962)
- Sinfonia n. 5 (1985-1986)
- Sinfonia n. 6 "Vincentiana" (1992)
- Sinfonia n. 7 "Angelo di Luce" (1994)
- Sinfonia n. 8 "Il Viaggio" (1999)

### Concerti
- Concerto per violoncello n. 1, Op. 41 (1968)
- Concerto per pianoforte n. 1, Op. 45 (1969)
- Concerto per flauto, Op. 63 "Danze con i venti" (1973)
- Concerto per violino (1976–1977)
- Concerto per organo "Annunciazioni" (1976–1977)
- Concerto per contrabbasso "Angelo del crepuscolo" (1980)
- Concerto per pianoforte n. 2 (1989)
- Concerto per pianoforte n. 3 "Il dono dei sogni" (1998)
- Concerto per arpa (2000)
- Concerto per clarinetto (2001)
- Concerto per percussioni "Incantations" (2008)
- Concerto per violoncello n. 2 "Verso l'orizzonte" (2008-9)

### Altre opere per orchestra
- Praevariata (1957, inserita nel 2003 al posto del primo movimento di Modificata)
- Modificata (1957)
- Anadyomene: Adoration of Aphrodite (1968)
- Cantus Arcticus (1972)
- Angels and Visitations (1978)
- Ostrobothnian Polska (1980)
- Isle of Bliss (Lintukoto) (1995)
- Autumn Gardens (1999)
- Garden of Spaces (2003)
- Book of Visions (2003–2005)
- Manhattan Trilogy (2003–2005)
- Before the Icons (2005)
- A Tapestry of Life (2007)

### Opere liriche
- Vincent
- Rasputin
- Aleksis Kivi
- La casa del Sole, opera da camera
- Il dono dei Magi, opera da camera

### Musica da camera
- Quartetto per archi n.1
- Quartetto per archi n.2
- Quartetto per archi n.3
- Quartetto per archi n.4
- Quintetto per archi "Paradisi Sconosciuti"
- Ottetto per strumenti a fiato
- Hymnus per tromba e organo
- Sonetto per clarinetto e pianoforte, Op. 53
- Lost Landscapes per violino e pianoforte (2005)